# Acolutha pictaria
Acolutha pictaria là một loài bướm đêm trong họ Geometridae.